# أنشوفة مارينية
أنشوفة مارينية (الاسم العلمي:Anchoa marinii) (بالإنجليزية: Marini's anchovy)‏ هي نوع من الأسماك تتبع جنس الأنشوفة من الفصيلة البلمية.